# 1912-es izlandi labdarúgó-bajnokság (első osztály)
Az Úrvalsdeild 1912-es szezonja volt a bajnokság első kiírása. A bajnokságban három csapat vett részt, közülük az ÍBV egy mérkőzés után visszalépett.
A bajnoki címet újrajátszás után a KR szerezte meg.

## Végeredmény
| # | Csapat | M | Gy | D | V | RG | KG | GK | Pont |
| - | ------ | - | -- | - | - | -- | -- | -- | ---- |
| 1 | KR     | 2 | 1  | 1 | 0 | 4  | 1  | +3 | 3    |
| 2 | Fram   | 1 | 0  | 1 | 0 | 1  | 1  | +0 | 1    |
| 3 | ÍBV    | 1 | 0  | 0 | 1 | 0  | 3  | -3 | 0    |

Újrajátszás: KR Reykjavík–Fram Reykjavík 3–2